# チュクチ族

チュクチ族の居住域（2010年のセンサス）

チュクチ族、チュクチ人(чукчи、Chukchi people)は、主にロシアのシベリア北東端のチュクチ半島（チュコト半島）に住んでいる民族。その居住域はほぼツンドラ気候に属する。かつてオホーツク海沿岸に住んでいた人びとが起源と考えられる。その総人口はおよそ1万6千人で、チュクチ・カムチャッカ語族に属するチュクチ語を話す。
2014年から2018年までの複数のゲノム研究によると、オホーツク海沿岸の人々のうちベーリング海峡を渡ったり日本列島に定着した入植者の子孫がアメリカ先住民やアイヌであり、ユーラシアに残った集団の子孫がチュクチ族であるため、アメリカ先住民やアイヌから最も近縁なアジアの民族である。

## 分布
大部分はベーリング海に面したチュクチ自治管区内に住むが、同自治管区から西のサハ共和国、南のマガダン州、南東のカムチャツカ半島コリャーク自治管区にも少数住んでいる。また、ごく少数ながらモスクワやサンクトペテルブルクはじめロシアの他地方、ヨーロッパ、北アメリカにも住んでいる。

## 生業
チュクチ族は、生業において、海岸に定住して主としてアザラシなどの海獣狩猟や漁撈を営む「海岸チュクチ」と、内陸地方に住んで主としてトナカイの牧畜を営む「トナカイチュクチ」に分けられる。トナカイチュクチはかつてヤランガと呼ばれるテントに住んで移動生活を送り、トナカイの遊牧を行っていたが、ソビエト連邦時代には集団化政策によって定住化が強力に推し進められた。現在、その一部はヤランガに住みトナカイとともに移動する遊牧生活に戻っている。チュクチ族は全体として、ルオラヴェトラン（「本物の人」）との自称をもっている。

## 遺伝子
チュクチ族のY-DNAハプログループは、24人のチュクチ族男性を対象としたある調査では、N-Tatが58.3％（14人）、P-M45(xM17, M3)が20.8％（5人）、Q-M3が12.5％（3人）、C-M48が4.2％（1人）、R1a-M17が4.2%（1人）である。

## その他
シベリアン・ハスキーはこの民族に飼われ、そりの牽引などの作業を行っていた犬がルーツである。

## チュクチ族関連画像

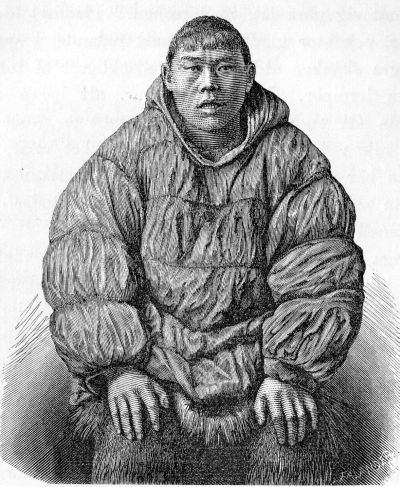
チュクチ族の男
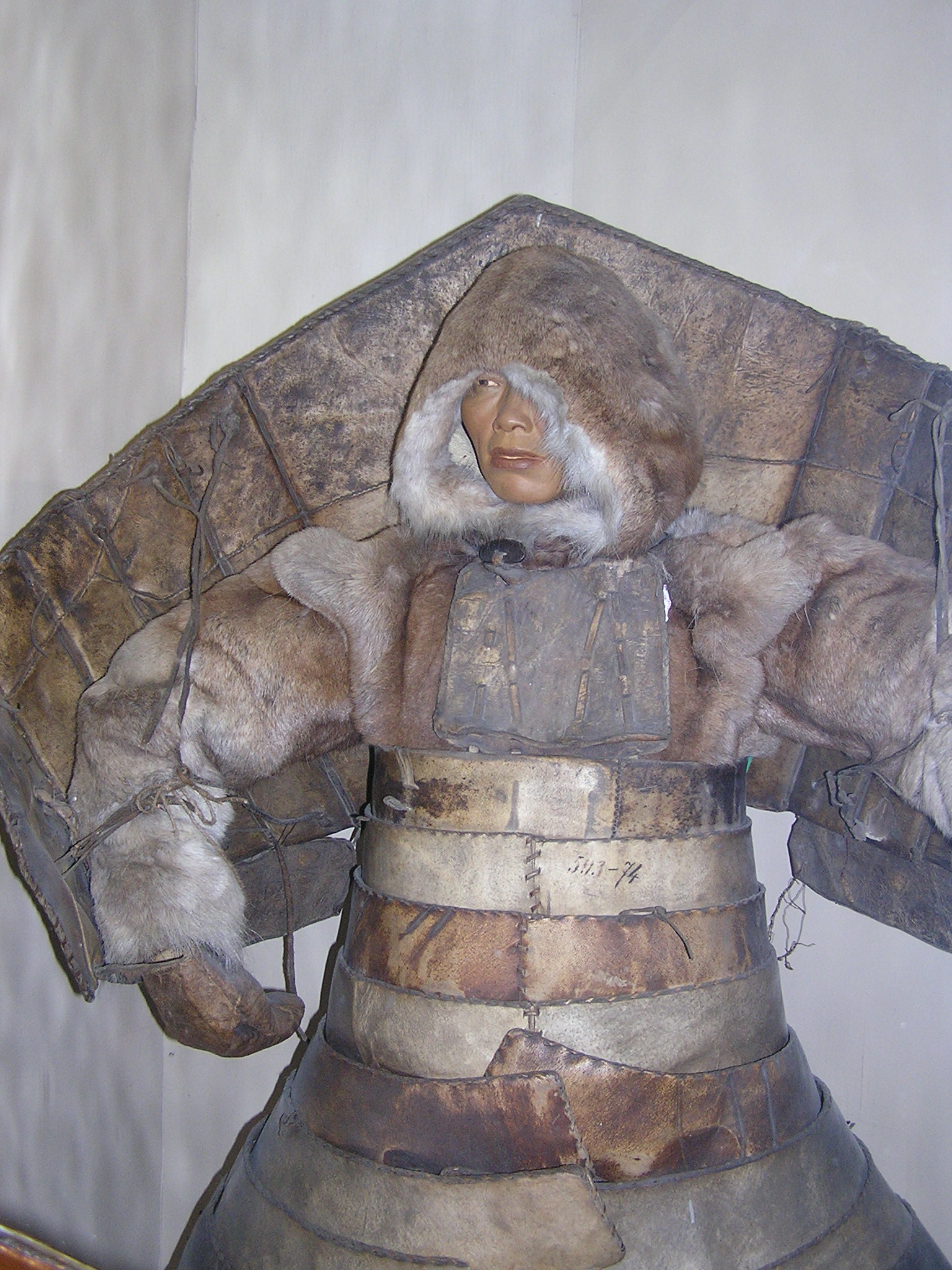
チュクチとシベリア・ユピックの人びとが身に着ける、木で補強された硬化革製の層状鎧
19世紀末葉におけるチュクチ族の分布
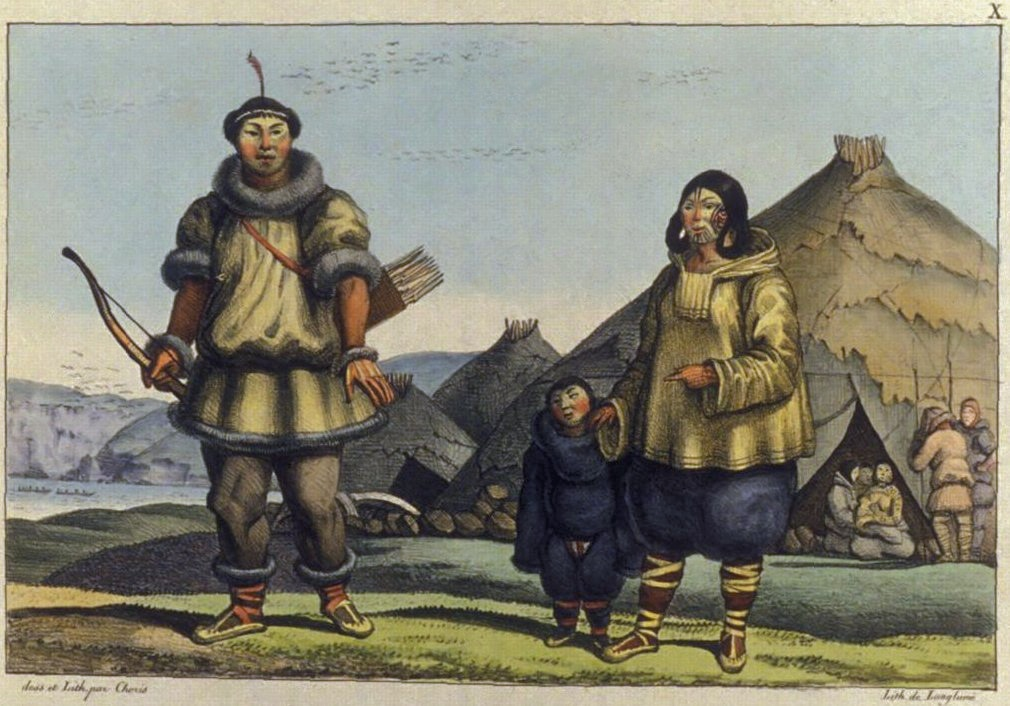
ルイ・チョリス（英語版）の描いた典型的なチュクチの家族
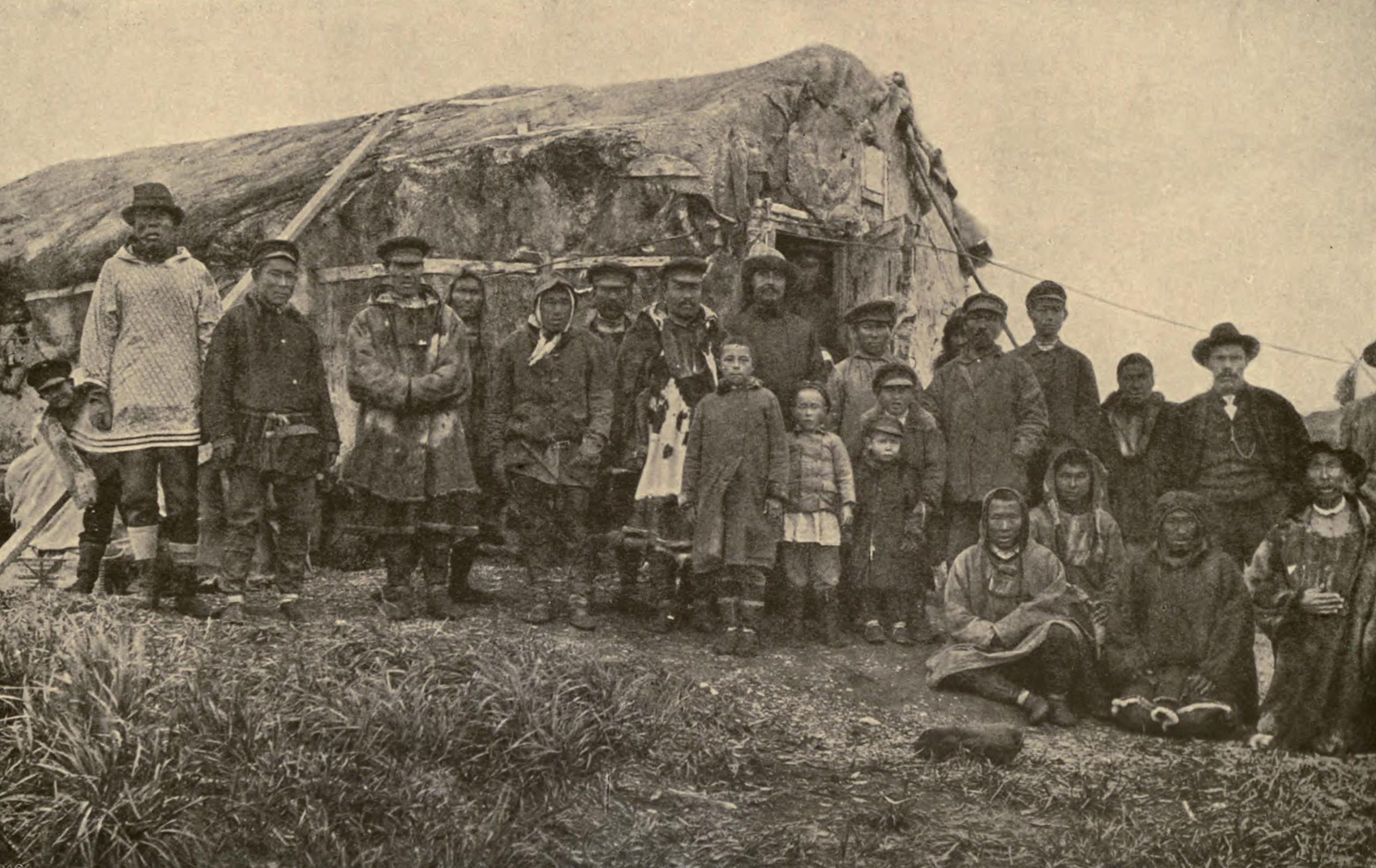
アナディリのチュクチ族の家と男・少年たち